# Keleti evangélikus egyházkerület
A Keleti evangélikus egyházkerület "Szlovenszkóban", a tiszai egyházkerületnek odacsatolt részeiből, valamint a bányainak szintén odacsatolt két egyházmegyéje közül a turóciból keletkezett az államfordulat után, azzal a módosítással, hogy a tiszavidéki és hegyaljai egyházmegyék odaszakadt egyházközségei egy egyházmegyébe, az abaúj-zemplénibe foglaltattak. Ennélfogva kilenc egyházmegyéből állt a kerület, 159 anyaegyházzal, melyeknek száma 1938-ban egy időre némileg csökkent. 
Püspöke először 1922–1930 között Janosska György (Jur Janoška) liptószentmiklósi lelkész volt (egyben haláláig az első általános püspök Szlovákiában), akinek utóda 1930-1953 között Vladimír Pavel Čobrda eperjesi lelkész volt (1933-1951 között a szlovákiai evangélikus egyház püspöke). Felügyelője előbb 1919-től Ruzsiák János volt, akinek utóda 1922-től Rumann János, majd 1932-től Klimo Bogyoszló.